# 2016-os Formula–1 belga nagydíj
A belga nagydíj volt a 2016-os Formula–1 világbajnokság tizenharmadik futama, amelyet 2016. augusztus 26. és augusztus 28. között rendeztek meg a belgiumi Circuit de Spa-Francorchampson, Spában.

## Szabadedzések

### Első szabadedzés
A belga nagydíj első szabadedzését augusztus 26-án, pénteken délelőtt tartották.
| helyezés | versenyző         | csapat/motor         | elért idő  | különbség | futott kör |
| -------- | ----------------- | -------------------- | ---------- | --------- | ---------- |
| 1        | Nico Rosberg      | Mercedes             | 1:48,348   | −         | 27         |
| 2        | Lewis Hamilton    | Mercedes             | 1:49,078   | +0,730    | 25         |
| 3        | Kimi Räikkönen    | Ferrari              | 1:49,147   | +0,799    | 24         |
| 4        | Sergio Pérez      | Force India-Mercedes | 1:49,274   | +0,926    | 23         |
| 5        | Sebastian Vettel  | Ferrari              | 1:49,768   | +1,420    | 19         |
| 6        | Daniel Ricciardo  | Red Bull-TAG Heuer   | 1:49,782   | +1,434    | 24         |
| 7        | Max Verstappen    | Red Bull-TAG Heuer   | 1:49,865   | +1,517    | 24         |
| 8        | Nico Hülkenberg   | Force India-Mercedes | 1:50,088   | +1,740    | 21         |
| 9        | Valtteri Bottas   | Williams-Mercedes    | 1:50,394   | +2,046    | 31         |
| 10       | Esteban Gutiérrez | Haas-Ferrari         | 1:50,583   | +2,235    | 21         |
| 11       | Romain Grosjean   | Haas-Ferrari         | 1:50,899   | +2,551    | 18         |
| 12       | Felipe Massa      | Williams-Mercedes    | 1:51,122   | +2,774    | 28         |
| 13       | Marcus Ericsson   | Sauber-Ferrari       | 1:51,125   | +2,777    | 16         |
| 14       | Carlos Sainz Jr.  | Toro Rosso-Ferrari   | 1:51,424   | +3,076    | 17         |
| 15       | Felipe Nasr       | Sauber-Ferrari       | 1:51,768   | +3,420    | 19         |
| 16       | Esteban Ocon      | Manor-Mercedes       | 1:51,787   | +3,439    | 26         |
| 17       | Danyiil Kvjat     | Toro Rosso-Ferrari   | 1:52,308   | +3,960    | 19         |
| 18       | Jenson Button     | McLaren-Honda        | 1:52,407   | +4,059    | 18         |
| 19       | Pascal Wehrlein   | Manor-Mercedes       | 1:52,837   | +4,489    | 23         |
| 20       | Kevin Magnussen   | Renault              | 1:53,053   | +4,705    | 20         |
| 21       | Jolyon Palmer     | Renault              | 1:53,089   | +4,741    | 20         |
| 22       | Fernando Alonso   | McLaren-Honda        | idő nélkül | –         | 3          |

### Második szabadedzés
A belga nagydíj második szabadedzését augusztus 26-án, pénteken délután tartották.
| helyezés | versenyző         | csapat/motor         | elért idő | különbség | futott kör |
| -------- | ----------------- | -------------------- | --------- | --------- | ---------- |
| 1        | Max Verstappen    | Red Bull-TAG Heuer   | 1:48,085  | −         | 27         |
| 2        | Daniel Ricciardo  | Red Bull-TAG Heuer   | 1:48,341  | +0,256    | 27         |
| 3        | Nico Hülkenberg   | Force India-Mercedes | 1:48,657  | +0,572    | 30         |
| 4        | Sebastian Vettel  | Ferrari              | 1:49,023  | +0,938    | 27         |
| 5        | Sergio Pérez      | Force India-Mercedes | 1:49,100  | +1,015    | 27         |
| 6        | Nico Rosberg      | Mercedes             | 1:49,161  | +1,076    | 33         |
| 7        | Kimi Räikkönen    | Ferrari              | 1:49,244  | +1,159    | 30         |
| 8        | Romain Grosjean   | Haas-Ferrari         | 1:49,419  | +1,334    | 20         |
| 9        | Jenson Button     | McLaren-Honda        | 1:49,419  | +1,334    | 23         |
| 10       | Esteban Gutiérrez | Haas-Ferrari         | 1:49,648  | +1,563    | 23         |
| 11       | Pascal Wehrlein   | Manor-Mercedes       | 1:49,716  | +1,631    | 31         |
| 12       | Fernando Alonso   | McLaren-Honda        | 1:49,772  | +1,687    | 30         |
| 13       | Lewis Hamilton    | Mercedes             | 1:49,782  | +1,697    | 33         |
| 14       | Danyiil Kvjat     | Toro Rosso-Ferrari   | 1:49,916  | +1,831    | 25         |
| 15       | Marcus Ericsson   | Sauber-Ferrari       | 1:50,083  | +1,998    | 27         |
| 16       | Valtteri Bottas   | Williams-Mercedes    | 1:50,151  | +2,066    | 19         |
| 17       | Felipe Massa      | Williams-Mercedes    | 1:50,157  | +2,072    | 29         |
| 18       | Carlos Sainz Jr.  | Toro Rosso-Ferrari   | 1:50,194  | +2,109    | 25         |
| 19       | Kevin Magnussen   | Renault              | 1:50,375  | +2,290    | 34         |
| 20       | Jolyon Palmer     | Renault              | 1:50,562  | +2,477    | 32         |
| 21       | Esteban Ocon      | Manor-Mercedes       | 1:50,659  | +2,574    | 25         |
| 22       | Felipe Nasr       | Sauber-Ferrari       | 1:50,719  | +2,634    | 24         |

### Harmadik szabadedzés
A belga nagydíj harmadik szabadedzését augusztus 27-én, szombaton délelőtt tartották.
| helyezés | versenyző         | csapat/motor         | elért idő  | különbség | futott kör |
| -------- | ----------------- | -------------------- | ---------- | --------- | ---------- |
| 1        | Kimi Räikkönen    | Ferrari              | 1:47,974   | −         | 11         |
| 2        | Daniel Ricciardo  | Red Bull-TAG Heuer   | 1:48,189   | +0,215    | 18         |
| 3        | Sebastian Vettel  | Ferrari              | 1:48,297   | +0,323    | 12         |
| 4        | Valtteri Bottas   | Williams-Mercedes    | 1:48,504   | +0,530    | 17         |
| 5        | Lewis Hamilton    | Mercedes             | 1:48,635   | +0,661    | 20         |
| 6        | Nico Hülkenberg   | Force India-Mercedes | 1:48,739   | +0,765    | 12         |
| 7        | Nico Rosberg      | Mercedes             | 1:48,742   | +0,768    | 19         |
| 8        | Felipe Massa      | Williams-Mercedes    | 1:48,783   | +0,809    | 21         |
| 9        | Sergio Pérez      | Force India-Mercedes | 1:48,915   | +0,941    | 12         |
| 10       | Romain Grosjean   | Haas-Ferrari         | 1:49,272   | +1,298    | 16         |
| 11       | Fernando Alonso   | McLaren-Honda        | 1:49,453   | +1,479    | 9          |
| 12       | Esteban Gutiérrez | Haas-Ferrari         | 1:49,631   | +1,657    | 16         |
| 13       | Jenson Button     | McLaren-Honda        | 1:49,665   | +1,691    | 10         |
| 14       | Kevin Magnussen   | Renault              | 1:49,716   | +1,742    | 11         |
| 15       | Pascal Wehrlein   | Manor-Mercedes       | 1:49,761   | +1,787    | 15         |
| 16       | Danyiil Kvjat     | Toro Rosso-Ferrari   | 1:50,023   | +2,049    | 9          |
| 17       | Carlos Sainz Jr.  | Toro Rosso-Ferrari   | 1:50,078   | +2,104    | 9          |
| 18       | Jolyon Palmer     | Renault              | 1:50,241   | +2,267    | 11         |
| 19       | Felipe Nasr       | Sauber-Ferrari       | 1:50,420   | +2,446    | 13         |
| 20       | Esteban Ocon      | Manor-Mercedes       | 1:50,693   | +2,719    | 18         |
| 21       | Marcus Ericsson   | Sauber-Ferrari       | 1:51,319   | +3,345    | 5          |
| 22       | Max Verstappen    | Red Bull-TAG Heuer   | idő nélkül | –         | 2          |

## Időmérő edzés
A belga nagydíj időmérő edzését augusztus 27-én, szombaton futották.
| helyezés              | rajtszám | versenyző         | csapat/motor         | 1. rész    | 2. rész  | 3. rész  | rajthely   | futott kör |
| --------------------- | -------- | ----------------- | -------------------- | ---------- | -------- | -------- | ---------- | ---------- |
| 1                     | 6        | Nico Rosberg      | Mercedes             | 1:48,019   | 1:46,999 | 1:46,744 | 1          | 12         |
| 2                     | 33       | Max Verstappen    | Red Bull-TAG Heuer   | 1:48,407   | 1:47,163 | 1:46,893 | 2          | 12         |
| 3                     | 7        | Kimi Räikkönen    | Ferrari              | 1:47,912   | 1:47,664 | 1:46,910 | 3          | 13         |
| 4                     | 5        | Sebastian Vettel  | Ferrari              | 1:47,802   | 1:47,944 | 1:47,108 | 4          | 14         |
| 5                     | 3        | Daniel Ricciardo  | Red Bull-TAG Heuer   | 1:48,407   | 1:48,027 | 1:47,216 | 5          | 12         |
| 6                     | 11       | Sergio Pérez      | Force India-Mercedes | 1:48,106   | 1:47,485 | 1:47,407 | 6          | 12         |
| 7                     | 27       | Nico Hülkenberg   | Force India-Mercedes | 1:48,080   | 1:47,317 | 1:47,543 | 7          | 12         |
| 8                     | 77       | Valtteri Bottas   | Williams-Mercedes    | 1:48,655   | 1:47,918 | 1:47,612 | 8          | 12         |
| 9                     | 22       | Jenson Button     | McLaren-Honda        | 1:48,700   | 1:48,051 | 1:48,114 | 9          | 15         |
| 10                    | 19       | Felipe Massa      | Williams-Mercedes    | 1:47,738   | 1:47,667 | 1:48,263 | 10         | 12         |
| 11                    | 8        | Romain Grosjean   | Haas-Ferrari         | 1:48,751   | 1:48,316 |          | 11         | 12         |
| 12                    | 20       | Kevin Magnussen   | Renault              | 1:48,800   | 1:48,485 |          | 12         | 12         |
| 13                    | 21       | Esteban Gutiérrez | Haas-Ferrari         | 1:48,748   | 1:48,598 |          | 18[1]      | 12         |
| 14                    | 30       | Jolyon Palmer     | Renault              | 1:48,901   | 1:48,888 |          | 13         | 12         |
| 15                    | 55       | Carlos Sainz Jr.  | Toro Rosso-Ferrari   | 1:48,876   | 1:49,038 |          | 14         | 9          |
| 16                    | 94       | Pascal Wehrlein   | Manor-Mercedes       | 1:48,554   | 1:49,320 |          | 15         | 11         |
| 17                    | 12       | Felipe Nasr       | Sauber-Ferrari       | 1:48,949   |          |          | 16         | 6          |
| 18                    | 31       | Esteban Ocon      | Manor-Mercedes       | 1:49,050   |          |          | 17         | 7          |
| 19                    | 26       | Danyiil Kvjat     | Toro Rosso-Ferrari   | 1:49,058   |          |          | 19         | 6          |
| 20                    | 9        | Marcus Ericsson   | Sauber-Ferrari       | 1:49,071   |          |          | boxutca[2] | 6          |
| 21                    | 44       | Lewis Hamilton    | Mercedes             | 1:50,033   |          |          | 21[3]      | 4          |
| 107%-os idő: 1:55,280 |          |                   |                      |            |          |          |            |            |
| NK                    | 14       | Fernando Alonso   | McLaren-Honda        | idő nélkül |          |          | 22[4]      | 1          |

Megjegyzés:
- ↑ 1:  — Esteban Gutiérrez 5 rajthelyes büntetést kapott, miután feltartotta Pascal Wehrleint a harmadik szabadedzésen.[2]
- ↑ 2:  — Marcus Ericsson autójában turbófeltöltőt kellett cserélni, ezért 10 rajthelyes büntetést kapott,[2] továbbá a hűtőrendszer meghibásodásának javítása miatt csak a boxutcából rajtolhatott vasárnap, a 20. rajtkocka üresen maradt.[3]
- ↑ 3:  — Lewis Hamilton autójába az időmérő edzéssel bezárólag a nyolcadik turbófeltöltő és MGU-H, valamint a hatodik MGU-K és belső égésű motor került beszerelésre, ezért összességében 55 rajthelyes büntetést kapott.[2]
- ↑ 4:  — Fernando Alonso autójába be kellett szerelni a hatodik erőforrást, valamint a hetedik belső égésű motort, vezérlőelektronikát, MGU-H-t, MGU-K-t, energiatároló rendszert és turbófeltöltőt, így összesen 60 rajthelyes büntetést kapott.[4][5] A spanyol pilóta műszaki hiba miatt az időmérő edzésen nem tudott mért kört teljesíteni, de megkapta a futamra a rajtengedélyt.[6]

## Futam
A belga nagydíj futama augusztus 28-án, vasárnap rajtolt.
| helyezés | rajtszám | versenyző         | csapat/motor         | futott kör | idő/kiesés oka   | rajthely | pont |
| -------- | -------- | ----------------- | -------------------- | ---------- | ---------------- | -------- | ---- |
| 1        | 6        | Nico Rosberg      | Mercedes             | 44         | 1:44:51,058      | 1        | 25   |
| 2        | 3        | Daniel Ricciardo  | Red Bull-TAG Heuer   | 44         | +14,113          | 5        | 18   |
| 3        | 44       | Lewis Hamilton    | Mercedes             | 44         | +27,634          | 21       | 15   |
| 4        | 27       | Nico Hülkenberg   | Force India-Mercedes | 44         | +35,907          | 7        | 12   |
| 5        | 11       | Sergio Pérez      | Force India-Mercedes | 44         | +40,660          | 6        | 10   |
| 6        | 5        | Sebastian Vettel  | Ferrari              | 44         | +45,394          | 4        | 8    |
| 7        | 14       | Fernando Alonso   | McLaren-Honda        | 44         | +59,445          | 22       | 6    |
| 8        | 77       | Valtteri Bottas   | Williams-Mercedes    | 44         | +1:00,151        | 8        | 4    |
| 9        | 7        | Kimi Räikkönen    | Ferrari              | 44         | +1:01,109        | 3        | 2    |
| 10       | 19       | Felipe Massa      | Williams-Mercedes    | 44         | +1:05,873        | 10       | 1    |
| 11       | 33       | Max Verstappen    | Red Bull-TAG Heuer   | 44         | +1:11,138        | 2        |      |
| 12       | 21       | Esteban Gutiérrez | Haas-Ferrari         | 44         | +1:13,877        | 18       |      |
| 13       | 8        | Romain Grosjean   | Haas-Ferrari         | 44         | +1:16,474        | 11       |      |
| 14       | 26       | Danyiil Kvjat     | Toro Rosso-Ferrari   | 44         | +1:27,097        | 19       |      |
| 15       | 30       | Jolyon Palmer     | Renault              | 44         | +1:33,165        | 13       |      |
| 16       | 31       | Esteban Ocon      | Manor-Mercedes       | 43         | +1 kör           | 17       |      |
| 17       | 12       | Felipe Nasr       | Sauber-Ferrari       | 43         | +1 kör           | 16       |      |
| ki       | 20       | Kevin Magnussen   | Renault              | 5          | baleset          | 12       |      |
| ki       | 9        | Marcus Ericsson   | Sauber-Ferrari       | 3          | sebességváltó    | boxutca  |      |
| ki       | 55       | Carlos Sainz Jr.  | Toro Rosso-Ferrari   | 1          | defekt           | 14       |      |
| ki       | 22       | Jenson Button     | McLaren-Honda        | 1          | baleseti sérülés | 9        |      |
| ki       | 94       | Pascal Wehrlein   | Manor-Mercedes       | 0          | baleseti sérülés | 15       |      |

## A világbajnokság állása a verseny után
| H   | Versenyzők       | Pont | H   | Konstruktőrök        | Pont |
| --- | ---------------- | ---- | --- | -------------------- | ---- |
| 1.  | Lewis Hamilton   | 232  | 1.  | Mercedes             | 455  |
| 2.  | Nico Rosberg     | 223  | 2.  | Red Bull-TAG Heuer   | 274  |
| 3.  | Daniel Ricciardo | 151  | 3.  | Ferrari              | 252  |
| 4.  | Sebastian Vettel | 128  | 4.  | Force India-Mercedes | 103  |
| 5.  | Kimi Räikkönen   | 124  | 5.  | Williams-Mercedes    | 101  |
| 6.  | Max Verstappen   | 115  | 6.  | McLaren-Honda        | 48   |
| 7.  | Valtteri Bottas  | 62   | 7.  | Toro Rosso-Ferrari   | 45   |
| 8.  | Sergio Pérez     | 58   | 8.  | Haas-Ferrari         | 28   |
| 9.  | Nico Hülkenberg  | 45   | 9.  | Renault              | 6    |
| 10. | Felipe Massa     | 39   | 10. | Manor-Mercedes       | 1    |

(A teljes táblázat)

## Statisztikák
- Vezető helyen:
  - Nico Rosberg: 44 kör (1-44)
- Nico Rosberg 20. győzelme és 28. pole-pozíciója.
- Lewis Hamilton 31. leggyorsabb köre.
- A Mercedes 57. győzelme.
- Nico Rosberg 49., Daniel Ricciardo 14., Lewis Hamilton 97. dobogós helyezése.
- Esteban Ocon első versenye.